# James P. Walker
James Peter Walker (* 14. März 1851 bei Memphis, Tennessee; † 19. Juli 1890 in Dexter, Missouri) war ein US-amerikanischer Politiker. Zwischen 1887 und 1890 vertrat er den Bundesstaat Missouri im US-Repräsentantenhaus.

## Werdegang
James Walker besuchte die öffentlichen Schulen seiner Heimat und das Boys' College in Durhamville. Noch in seiner Jugend arbeitete er als Ladenangestellter. Im Jahr 1867 kam Walker nach Missouri, wo er sich in der Nähe von Kennett niederließ. In seiner neuen Heimat betätigte er sich zunächst in der Landwirtschaft. 1871 zog er nach Point Pleasant, wo er sich mit dem Transportgeschäft auf dem Mississippi befasste. Ab 1876 war er in Dexter im Kurzwarengeschäft tätig. Ab 1882 befasste er sich dort auch mit dem Getreidehandel. Gleichzeitig begann er als Mitglied der Demokratischen Partei eine politische Laufbahn.
Im Juni 1880 war Walker Delegierter zur Democratic National Convention in Cincinnati, auf der Winfield Scott Hancock als Präsidentschaftskandidat nominiert wurde; 1884 strebte er erfolglos die Nominierung seiner Partei für die Kongresswahlen an. Bei den Wahlen des Jahres 1886 wurde er dann aber im 14. Wahlbezirk von Missouri in das US-Repräsentantenhaus in Washington, D.C. gewählt, wo er am 4. März 1887 die Nachfolge von William Dawson antrat. Nach einer Wiederwahl konnte er bis zu seinem Tod am 19. Juli 1890 im Kongress verbleiben. An seinem Todestag wurde er von seiner Partei für die anstehende Wiederwahl nominiert; sein Mandat fiel nach einer Nachwahl an Robert Henry Whitelaw. James Walker wurde in Dexter beigesetzt.